# Razorwyre
Razorwyre war eine neuseeländische Metal-Band aus Wellington, die 2009 unter dem Namen Gaywyre gegründet wurde und sich 2014 auflöste.

## Geschichte
Der Ursprung der Band geht auf das Jahr 2008 zurück, als sich die Gitarristen Chris Calavrias und James Murray dazu entschieden, Musik zusammen zu schreiben. Nachdem sie Ideen diskutiert und Material geschrieben hatten, lernten sie zunächst den Schlagzeuger Nick Oakes und dann den Bassisten Simon Smith kennen, die dem Duo beitraten. Vervollständigt wurde die Besetzung durch den Sänger Z Chylde. Anfang 2009 begann die Band daraufhin mit dem Spielen der ersten Konzerte in Wellington unter dem Namen Gaywyre. Im April 2010 erfolgte die Umbenennung in Razorwyre. Nachdem bereits 2009 die EP Coming Out veröffentlicht worden war, wurde sie 2011 mit neuem Bandnamen bei Infernö Records wiederveröffentlicht. 2012 schloss sich bei diesem Label das Debütalbum Another Dimension an. Für 2013 war ein Auftritt auf dem Keep It True geplant, den die Band jedoch aufgrund einer Armverletzung von Nick Oakes absagen musste, sodass sie durch Evil Invaders ersetzt wurde. 2014 löste sich die Band auf.

## Stil
Walter von Metal.de stellte fest, dass auf Coming Out eine Mischung aus „traditionellem Heavy Metal, geradezu klassisch anmutendem Speed Metal und einer Schippe Thrash Metal der Antike“ zu hören ist. Die Songs seien zwar nicht originell, jedoch eingängig, wobei der Gesang gelegentlich jedoch mit „etwas schiefen Gesangspassagen“ versehen sei. Die Musik sei mit der von Iron Angel und gelegentlich Evil Survives vergleichbar. Michael Kohsiek vom Rock Hard ordnete Another Dimension dem Speed Metal zu, der neben seiner hohen Geschwindigkeit durch abwechslungsreichen Gesang und Riffs im Stil von alten Vicious Rumors, Riot und Hexx besteche. Gelegentlich verfalle man auch in klassischen Heavy Metal im Stil von Iron Maiden.

## Diskografie
als Gaywyre
- 2009: Coming Out (EP, Eigenveröffentlichung)

als Razorwyre
- 2011: Coming Out (EP, Infernö Records)
- 2012: Another Dimension (Album, Infernö Records)